# (32773) 1986 TD
1986 TD (asteroide 32773) é um asteroide da cintura principal. Possui uma excentricidade de 0.33991550 e uma inclinação de 33.39138º.
Este asteroide foi descoberto no dia 5 de outubro de 1986 por Milan Antal em Piwnice.